# Новий Шуструй
Новий Шустру́й (рос. Новый Шуструй) — село у складі Нижньоломовського району Пензенської області, Росія.
Населення — 193 особи (2010; 287 у 2002).
Національний склад станом на 2002 рік:
- росіяни — 95 %